# Brenthis daphne
Brenthis daphne, de nombre común laurel, es un lepidóptero ropalócero de la familia Nymphalidae. Denis & Schiffermüller, 1775.

## Distribución
Se distribuye por el sur de Europa, nordeste de Turquía, Irak, Irán, sur de los Urales, noroeste de Kazajistán, sur de Siberia, Mongolia, China y Japón. En la península ibérica se encuentra en la sierra de Gredos, sierra de Guadarrama, Cataluña, Pirineo, Montes Universales y cordillera Cantábrica.

## Hábitat
Zonas con flores y arbustos, frecuentemente en claros de bosque. La oruga se alimenta de diferentes especies del género Rubus.

## Periodo de vuelo e hibernación
Univoltino, una generación al año entre finales de mayo y comienzos de agosto. Hibernación como huevo o larva joven.